# دیوید بی. هیل
دیوید بی. هیل (به انگلیسی: David B. Hill) سناتور سابق عضو حزب دموکرات ایالات متحده آمریکا بود. وی در سال ۱۸۹۲ تا ۱۸۹۷ میلادی سناتور ایالت نیویورک در سنای ایالات متحده آمریکا بود.